# Філіпув (гміна)
Гміна Філіпув (пол. Gmina Filipów) — сільська гміна у східній Польщі. Належить до Сувальського повіту Підляського воєводства.
Станом на 31 грудня 2011 у гміні проживало 4582 особи.

## Територія
Згідно з даними за 2007 рік площа гміни становила 150.35 км², у тому числі:
- орні землі: 75.00%
- ліси: 8.00%

Таким чином, площа гміни становить 11.50% площі повіту.

## Населення
Станом на 31 грудня 2011:
| Опис     | Загалом | Загалом | Чоловіки | Чоловіки | Жінки | Жінки |
| -------- | ------- | ------- | -------- | -------- | ----- | ----- |
| одиниця  | осіб    | %       | осіб     | %        | осіб  | %     |
| все      | 4582    | 100     | 2373     | 51.79    | 2209  | 48.21 |
| міське   | 0       | 100     | 0        |          | 0     |       |
| сільське | 4582    | 100     | 2373     | 51.79    | 2209  | 48.21 |

## Сусідні гміни
Гміна Філіпув межує з такими гмінами: Бакалажево, Ґолдап, Дубенінкі, Ковале-Олецьке, Олецько, Пшеросль, Сувалки.